# Popești, Bacău
Popești este un sat în comuna Găiceana din județul Bacău, Moldova, România.